# Ricardo León Velarde
Máximo Ricardo León Velarde Valcárcel (Arequipa, 1895 - Lima, 17 de mayo de 1970) fue un militar y político peruano.

## Biografía
Fue hijo del coronel Máximo León Velarde Espino, veterano de la guerra del Pacífico, y María del Consuelo Valcárcel Peralta. Al igual que su padre, tomó la carrera de militar en el Ejército del Perú. Fue propietario de la hacienda Chavarría, una de las más amplias haciendas que luego formaron el distrito de Los Olivos. Una de las principales avenidas de este distrito de la ciudad de Lima toma el nombre de la esposa de León-Velarde Valcárcel, María Angélica Gamarra Peralta.
En 1945, fue elegido senador por el departamento de Madre de Dios. Su mandato se vio interrumpido con el golpe de Estado de Manuel Odría en 1948. Fue nuevamente electo senador por Madre de Dios en las elecciones de 1950, cargo que mantuvo hasta 1956. Es recordado por la gestión de becas para los alumnos sobresalientes de Madre de Dios.
Falleció en Lima el 17 de mayo de 1970 a los 75 años.